# Kanadischer Schneeball
Der Kanadische Schneeball (Viburnum lentago), auch als Schafsbeere bezeichnet, ist ein großer Strauch oder kleiner Baum aus dem Osten Nordamerikas, wo er sowohl in den Vereinigten Staaten als auch in Kanada heimisch ist.

## Beschreibung
Der Kanadische Schneeball wächst als sommergrüner, straff aufrechter Strauch oder bis zu 10 Meter hoher Baum. Einjährige Zweige sind mit braunen Schildhaaren bedeckt. Die Laubblätter sind in Blattstiel und Blattspreite gegliedert. Der Blattstiel ist 1 bis 2,5 Zentimeter lang und hat einen mehr oder weniger breiten, wellig geflügelten Saum. Vor allem die Unterseite kann mit braunen Schildhaaren bedeckt sein. Die Blattspreite ist einfach, eiförmig bis elliptisch-verkehrt-eiförmig, 5 bis 10 Zentimeter lang und zugespitzt. Die Blattbasis ist breit keilförmig oder abgerundet, der Blattrand fein aber deutlich gezähnt. Die Blattoberseite ist glänzend hellgrün, die Unterseite ist heller als die Oberseite. Die Blätter färben sich im Herbst lebhaft rotbraun.
Die Blüten sind cremeweiß, etwa 6 Millimeter breit und angenehm duftend. Sie wachsen in endständigen, ungestielten, meist vierstrahligen, seltener drei- oder fünfstrahligen Schirmrispen mit Durchmessern von bis zu 10 Zentimetern. Die Früchte sind ellipsoid, 1,2 bis 1,5 Zentimeter lang, ausgereift blauschwarz und bereift. Die Art blüht im Mai und Juni.
Die Chromosomenzahl beträgt 2n = 18.

## Inhaltsstoffe
Der Kanadische Schneeball ist giftig.

## Bilder

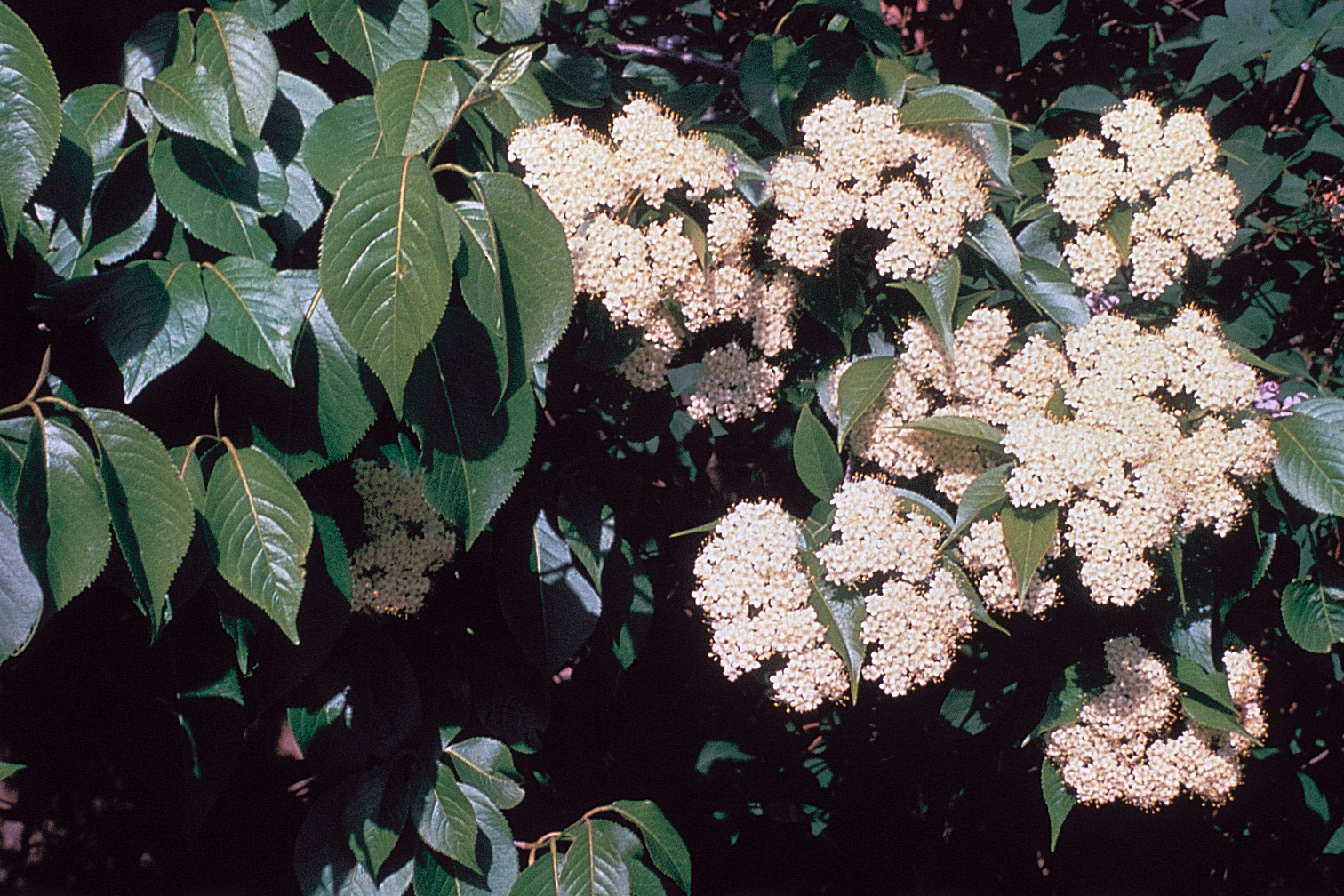
Blütenstände und Blätter
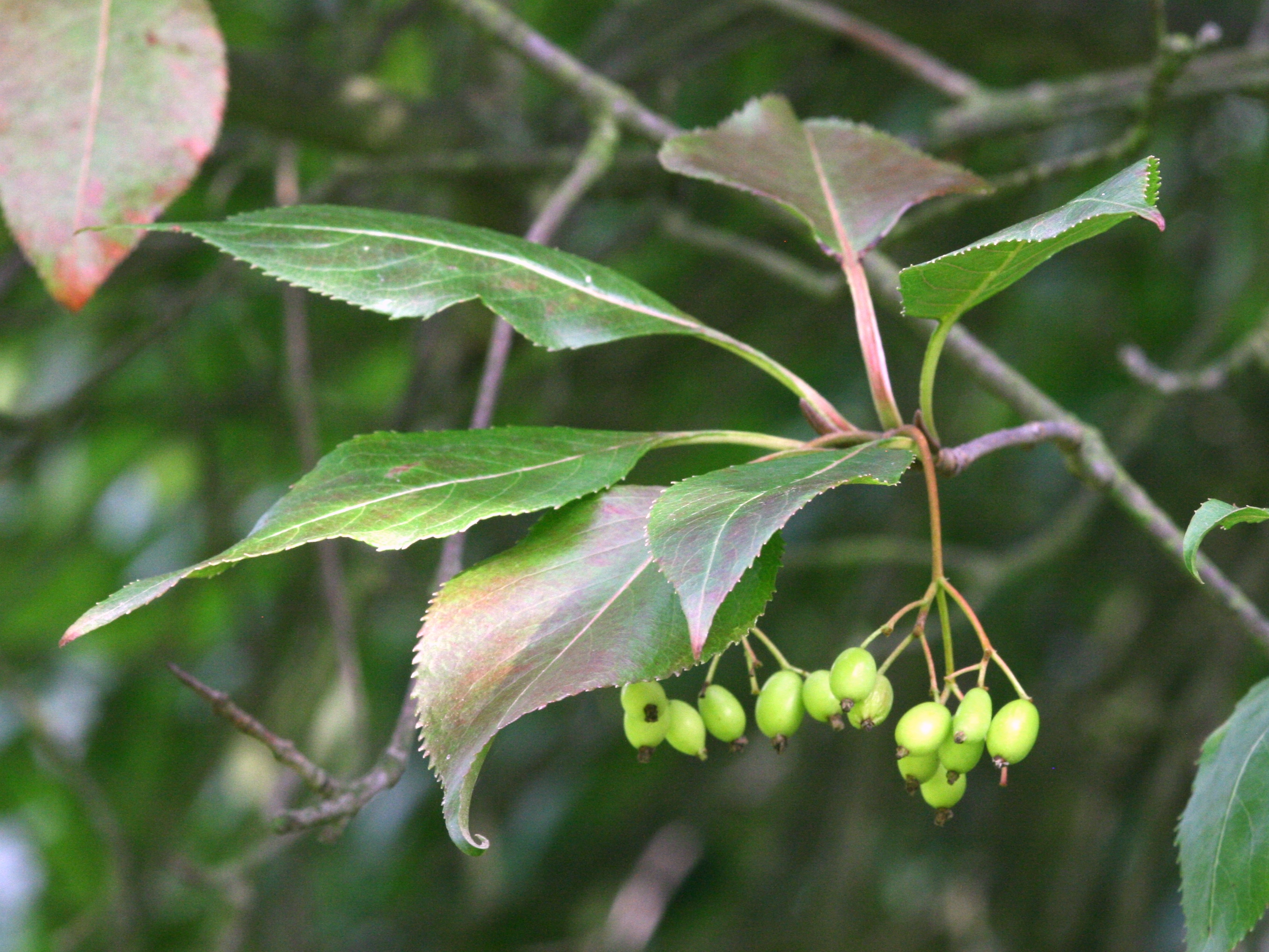
Früchte

## Verbreitung und Ökologie

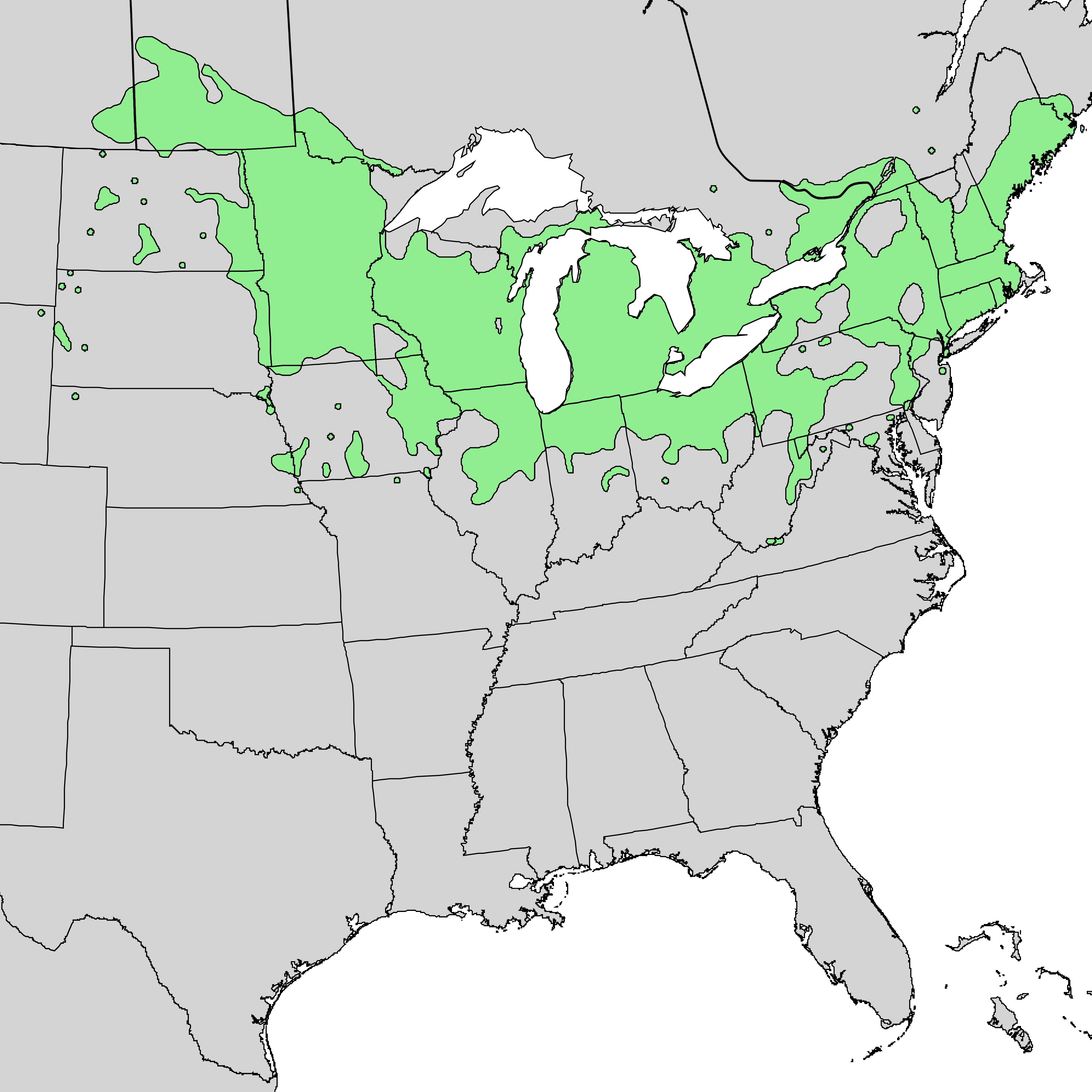
Das natürliche Verbreitungsgebiet des Kanadischen Schneeballs

Das natürliche Verbreitungsgebiet liegt in Kanada in der Provinz Ontario, im Südwesten von Québec, in Manitoba und im Südosten von Saskatchewan und in den Vereinigten Staaten im Bundesstaat Connecticut, in Indiana, Maine, Massachusetts, Michigan, New Hampshire, New Jersey, New York, Ohio, Pennsylvania, Rhode Island, Vermont, West Virginia, Illinois, Iowa, Minnesota, im Nordosten von Missouri, im Osten und Nordwesten von Nebraska, in North Dakota, South Dakota, Wisconsin, Colorado, Montana, Wyoming, im Osten von Kentucky, in Maryland und im Südwesten von Virginia.
Das Verbreitungsgebiet liegt damit im Warmgemäßigten Klima des östlichen Nordamerika, es wird der Winterhärtezone 5b zugerechnet mit mittleren jährlichen Minimaltemperaturen zwischen −26,0° und −23,4° Celsius (−15 bis −10° Fahrenheit). Die Art wächst als Auen- oder Ufergehölz auf mäßig trockenen, frischen bis feuchten, neutralen bis alkalischen, sehr nährstoffreichen, sandig-kiesigen Böden an halbschattigen, kühlen bis kalten Standorten. Sie ist frosthart.

## Systematik
Der Kanadische Schneeball (Viburnum lentago) ist eine Art aus der Gattung Schneeball in der Familie der Moschuskrautgewächse (Adoxaceae, Synonym Viburnaceae). Die Gattung wird gelegentlich auch der Familie der Geißblattgewächse (Caprifoliaceae) zugeordnet. Die Art wurde 1753 von Carl von Linné im ersten Teil seiner Species Plantarum erstbeschrieben. Es sind keine Synonyme bekannt.

## Verwendung
Der Kanadische Schneeball wird trotz seiner dekorativen Blüten, den auffallenden Früchten und der bemerkenswerten Herbstfärbung nur selten kultiviert.